# Habromys simulatus
Habromys simulatus también conocido como Ratón de Xico es una especie de roedor de la familia Cricetidae. Es endémico del Estado de Veracruz en México.

## Distribución geográfica
Se encuentra solo en México. Solamente se le ha observado en el Estado de Veracruz, en el bosque mesófilo de montaña del municipio de Xico y en la Sierra de Huayacocotla.

## Hábitat
Sus hábitats naturales son húmedos de tierras bajas subtropicales o tropicales.